# Жуков, Борис Сергеевич
Борис Сергеевич Жуков (1 декабря 1892 — 29 мая 1934) — советский российский археолог и этнограф.

## Биография
Борис Жуков родился 1 декабря 1892 года в Нижнем Новгороде. Сын журналиста и редактора-издателя нижегородской газеты «Волгарь» Сергея Ивановича Жукова. В 1918 году окончил физико-математический факультет МГУ по кафедре антропологии. Его научным руководителем был Д. Н. Анучин. В 1920 году окончил аспирантуру. Работал в Центральном музее народоведения заведующим отделом Индонезии, Австралии, Океании и Африки. В 1918—1931 годах также работал в Институте антропологии МГУ учёным секретарём и заместителем директора. Под его руководством в институте была создана палеоэтнологическая лаборатория и организована Антропологическая комплексная экспедиция по Центрально-Промышленной области. С 1924 года — член Московской секции ГАИМК. Был также членом Центрального бюро краеведения, заведовал отделом и палеонтологической лабораторией Центрального музея краеведения. В 1929 году был одним из докладчиков на I Международном съезде археологов в Берлине. В 1921—1930 годах преподавал на кафедре антропологии МГУ, был профессором палеоантропологии. Его учениками были А. Е. Алихова, О. Н. Бадер, М. В. Воеводский, Е. И. Горюнова, Г. Ф. Дебец, А. В. Збруева, М. Г. Левин, С. Ф. Преображенский, Т. А. Трофимова, С. П. Толстов, Н. Н. Чебоксаров и другие.
Жил в Москве по адресу: Зубовский бульвар, дом 15, кв. 22.
В 1931 году был арестован по «академическому делу» (статьи 58-11, 58-12 УК РСФСР (антисоветская организация и недонесение)). 23 августа 1931 года осуждён Коллегией ОГПУ на 3 года исправительно-трудовых лагерей. Отбывал наказание в Сиблаге Кемеровской области. Освобождён приказом от 27 июля 1933 года. Скончался 29 мая 1934 года в Алма-Ате (по данным МВД умер в лагере в 1933 году). Реабилитирован в 1959 году.

## Научная деятельность
Борис Жуков был одним из крупнейших советских специалистов в палеоэтнологическом направлении археологии. В изучении древних культур опирался на синтез археологических, антропологических, этнографических, лингвистических источников и естественнонаучных данных. Разработал методику изучения керамических комплексов. Занимался исследованием археологических памятников в центре Русской равнины, в Поволжье, в Приуралье и в Крыму.

## Сочинения
- Происхождение человека. П.; М., 1923. 5-е изд. М.; Л., 1931;
- Первые шахтеры и металлисты. М., 1924;
- Древнейшие строители из дерева и камня. М., 1925;
- Работы по палеоэтнологии в СССР за 1918—1925 гг. // Этнография. 1926. № 1/2;
- Как люди расселялись по земле. М.; Л., 1927;
- Археология // Общественные науки СССР. 1917—1927. М., 1928;
- Вопросы методологии выделения культурных элементов и групп // Культура и быт населения Центрально-Промышленной области (этнологические исследования и материалы). М., 1929;
- Теория хронологических и территориальных модификаций некоторых неолитических культур Восточной Европы по данным изучения керамики // Этнография. 1929. № 1;
  - Теория хронологических и территориальных модификаций некоторых неолитических культур Восточной Европы по данным изучения керамики // Антология советской археологии. М., 1995. Т. 1.